# Draft WNBA 2012
Il Draft WNBA 2012 fu il sedicesimo draft tenuto dalla WNBA e si svolse il 16 aprile 2012.

## Primo giro
|   | Indica una giocatrice che è stato selezionato per almeno un All-Star Game ed è inserito in un All-WNBA Team |
|   | Indica una giocatrice che è stato selezionato per almeno un All-Star Game                                   |
| * | Indica la giocatrice che ha vinto il titolo di Rookie of the Year                                           |
|   | Indica la giocatrice che non ha mai giocato una partita in WNBA                                             |

| Scelta | Giocatrice               | Nazionalità | Squadra WNBA                    | College/Squadra di club |
| ------ | ------------------------ | ----------- | ------------------------------- | ----------------------- |
| 1      | Nneka Ogwumike *         | Stati Uniti | Los Angeles Sparks              | Stanford Cardinal       |
| 2      | Shekinna Stricklen       | Stati Uniti | Seattle Storm (da Chicago)      | Tenn. L. Volunteers     |
| 3      | Devereaux Peters         | Stati Uniti | Minnesota Lynx (da Washington)  | N. Dame F. Irish        |
| 4      | Glory Johnson            | Stati Uniti | Tulsa Shock                     | Tenn. L. Volunteers     |
| 5      | Shenise Johnson          | Stati Uniti | San Antonio Silver Stars        | Miami Hurricanes        |
| 6      | Samantha Prahalis        | Stati Uniti | Phoenix Mercury                 | Ohio St. Buckeyes       |
| 7      | Kelley Cain              | Stati Uniti | New York Liberty                | Tenn. L. Volunteers     |
| 8      | Natalie Novosel          | Stati Uniti | Washington Mystics (da Atlanta) | N. Dame F. Irish        |
| 9      | Astan Dabo               | Mali        | Connecticut Sun                 | Reims                   |
| 10     | LaSondra Barrett         | Stati Uniti | Washington Mystics (da Seattle) | LSU Lady Tigers         |
| 11     | Sasha Goodlett           | Stati Uniti | Indiana Fever                   | Georgia T. Yel. Jack.   |
| 12     | Damiris Dantas do Amaral | Brasile     | Minnesota Lynx                  | Celta Vigo              |

## Secondo giro
| Scelta | Giocatrice       | Nazionalità | Squadra WNBA                         | College/Squadra di club |
| ------ | ---------------- | ----------- | ------------------------------------ | ----------------------- |
| 13     | Farhiya Abdi     | Svezia      | Los Angeles Sparks (da Tulsa)        | Frisco Sika             |
| 14     | Tiffany Hayes    | Stati Uniti | Atlanta Dream (da Washington)        | UConn Huskies           |
| 15     | Khadijah Rushdan | Stati Uniti | Los Angeles Sparks (da Chicago)      | Rutgers S. Knights      |
| 16     | Tyra White       | Stati Uniti | Los Angeles Sparks                   | Texas A&M Aggies        |
| 17     | Riquna Williams  | Stati Uniti | Tulsa Shock (da San Antonio)         | Miami Hurricanes        |
| 18     | Julie Wojta      | Stati Uniti | Minnesota Lynx (da Phoenix)          | Green Bay Phoenix       |
| 19     | Kayla Standish   | Stati Uniti | Minnesota Lynx (da New York)         | Gonzaga Bulldogs        |
| 20     | Nika Barič       | Slovenia    | Minnesota Lynx (da Atlanta)          | Celje                   |
| 21     | Chay Shegog      | Stati Uniti | Connecticut Sun                      | N. Carol. Tar Heels     |
| 22     | Keisha Hampton   | Stati Uniti | Seattle Storm                        | DePaul B. Demons        |
| 23     | Shey Peddy       | Stati Uniti | Chicago Sky (da Indiana via Seattle) | Temple Owls             |
| 24     | C'eira Ricketts  | Stati Uniti | Phoenix Mercury (da Minnesota)       | Ark. Razorbacks         |

## Terzo giro
| Scelta | Giocatrice                                      | Nazionalità | Squadra WNBA                     | College/Squadra di club |
| ------ | ----------------------------------------------- | ----------- | -------------------------------- | ----------------------- |
| 25     | Vicki Baugh                                     | Stati Uniti | Tulsa Shock                      | Tenn. L. Volunteers     |
| 26     | Anjale Barrett                                  | Stati Uniti | Washington Mystics               | Maryland Terrapins      |
| 27     | Sydney Carter                                   | Stati Uniti | Chicago Sky                      | Texas A&M Aggies        |
| 28     | April Sykes                                     | Stati Uniti | Los Angeles Sparks               | Rutgers S. Knights      |
| 29     | Lynetta Kizer                                   | Stati Uniti | Tulsa Shock (da San Antonio)     | Maryland Terrapins      |
| 30     | Christine Flores                                | Stati Uniti | Phoenix Mercury                  | Missouri Tigers         |
| 31     | Jacki Gemelos                                   | Stati Uniti | Minnesota Lynx (da New York)     | USC Trojans             |
| 32     | Isabelle Yacoubou (scelta in seguito annullata) | Francia     | Atlanta Dream                    | R.C. Valencia           |
| 33     | Amanda Johnson                                  | Stati Uniti | Phoenix Mercury (da Connecticut) | Oregon Ducks            |
| 34     | Courtney Hurt                                   | Stati Uniti | Indiana Fever (da Seattle)       | VCU Rams                |
| 35     | Briana Gilbreath                                | Stati Uniti | Washington Mystics (da Indiana)  | USC Trojans             |
| 36     | Katelan Redmon                                  | Stati Uniti | New York Liberty (da Minnesota)  | Gonzaga Bulldogs        |